# Flodder Forever
Flodder Forever ist eine niederländische Komödie von Dick Maas aus dem Jahr 1995. Es ist der letzte Teil einer Trilogie über die „asoziale“ Familie Flodder. Die Hauptrollen spielen Nelly Frijda, Coen van Vrijberghe de Coningh und Stefan de Walle. Obwohl der Originaltitel Flodder 3 heißt, orientiert sich der Film mehr an der Fernsehserie als an den beiden Vorgängerfilmen Flodder – Eine Familie zum Knutschen und Flodder – Eine Familie zum Knutschen in Manhattan.

## Handlung
Die Feierlichkeiten zum 25. Jubiläum der wohlhabenden Wohnsiedlung Sonnental stehen kurz bevor und sollen ohne Probleme ablaufen, aber das Organisationskomitee der Jubiläumsfeier, rund um Ruud van Brandvijk ist wegen der dort wohnenden Flodders besorgt und die Nachbarschaft ist bemüht, die Flodders von der Feier fernzuhalten, vor allem nachdem Klaus die Mädchen beim Duschen bespannt und durchs Fenster in den Duschraum gefallen war, sowie Ma Flodder bei einer Kosmetikverkaufsparty volltrunken das Barfach der Gastgeber geplündert hat.
Da der Mietvertrag über die Flodder-Villa einige zwischenzeitlich vergessene Bedingungen seitens der Vermieter vorsah, werden vom Komitee Pläne ausgetüftelt, mit denen man die Familie aus der Siedlung zu vertreiben versucht. Doch sämtliche Vorhaben, wie ein untergeschobener Autodiebstahl, Prostitution oder die Einschleusung einer den Mietvertrag nichtig machenden Person scheitern an der Tatsache, dass immer ein prominentes Mitglied des Viertels mit in die Straftat verwickelt ist. Ma Flodder lernt indes einen Landstreicher kennen, der sie heiraten will. Die Hochzeit wird aber in letzter Minute von Sozialarbeiter Werner unterbrochen, da die Familie ihr Wohnrecht in der Villa verlöre, wenn eine weitere Person ins Haus einziehen würde. Ma Flodder will die Hochzeit trotzdem durchziehen, bis sie erfährt, dass der vermeintliche Landstreicher in Wahrheit ein Multimilliardär ist, der sich vor seiner geldgierigen Verwandtschaft versteckt. Gekränkt sagt sie die Hochzeit ab, da sie sich hintergangen fühlt.
Die Familie wähnt sich nun in Sicherheit. Da Werner aber die Anweisung der letzten Mietzahlung einer Kollegin anvertraut hatte, die insgeheim für das Komitee arbeitet, stehen die Flodders trotzdem vor der Räumung und Zwangsversteigerung des Hauses. Der Sozialarbeiter schafft es jedoch, seinen Fehler wettzumachen, indem er einen Aufschub der Zwangsräumung erwirkt und für die Sozialbehörde selbst an der Versteigerung des Hauses teilnimmt, womit er auch das Massaker an der Polizei, welches gerade von den Freunden der Flodders und Kees zusammen mit ihrem Karateverein veranstaltet wird, beendet. Beide Parteien wollen jedoch nach der Versteigerung weitermachen. 
Van Brandvijk organisiert eine Geldsammlung, um das Anwesen der Flodders zu ersteigern und sie somit für immer loszuwerden. Der auf der Auktion von der Nachbarschaft gebotene Geldbetrag übersteigt dann auch tatsächlich das Budget, das Werner von der Sozialbehörde zur Verfügung gestellt bekam. Die Freude der Nachbarschaft ist jedoch nur kurz, da der ehemalige Verlobte von Ma Flodder, der sich bei ihr für die gemeinsame Zeit erkenntlich zeigen will, das höchste Gebot abgibt, ihr und ihrer Familie das Haus schenkt, wodurch sie in den Besitz des Hauses gelangen und sie niemand mehr vertreiben kann. Die Flodders veranstalten deswegen eine riesige wilde Party.
Der wegen des Krachs wütend gewordene Nachbar van Brandwijk dreht durch, nachdem er vorher auf die Initiative von Frau Funk massiv unter Druck gerät und den Vorsitz des Organisationskomitees entzogen bekommt. Er kapert einen Tankwagen voller Benzin, den er in das Haus der Flodders fahren lassen will, um dieses mit dem dadurch erzeugten Großbrand endgültig unbewohnbar zu machen. Auf der Fahrt zu den Gärten wird der Tank jedoch von der 25 Jahrsdekoration aufgerissen und das Benzin fließt in fast alle Gärten. Auch der Laster verfehlt sein Ziel, weil der Rollstuhl des Opas sich im Radkasten des Lkws verkantet und der LKW stattdessen das Haus der Nachbarn zerstört. Durch das Feuer, die Benzinspuren zu fast jedem Haus, eine Reihe von katastrophalen Zufällen und die Tatsache, dass viele Gebäude nur aus Presspappe (als feuerfestes Material gepriesen) gebaut wurden, wird die fast vollständige Zerstörung der Siedlung Sonnental verursacht. Nur das Haus der Flodders bleibt unbeschädigt und Ma Flodder beklagt sich am Ende, dass sie zwar ein eigenes Haus, aber keine Nachbarn mehr habe.

## Drehorte
- Karte mit allen Koordinaten:
- OSM |
- WikiMap

Die Innenaufnahmen und der wiederaufgebaute Nettelweg waren Studioaufnahmen in und auf dem Studiogelände im Bolderweg 22 von Almere (52° 24′ 34,3″ N, 5° 15′ 50,7″ O), daneben wurde der Ortsteil Kollenberg von Sittard für die Aufnahmen genutzt, da das Studiogelände keinen weiteren Stadtrand nachempfinden konnte. Die Verfolgungsfahrt auf dem Hafengelände ist die Benjamin Franklinstraat im Rotterdamer Stadtteil Nieuw Mathenesse (51° 54′ 23,8″ N, 4° 25′ 53,7″ O). Der Kreisverkehr mit der Dekoration „25 Jahre Sonnental“, in den der Pizzalieferant stürzt, befand sich auf dem Studiogelände (52° 24′ 31,1″ N, 5° 15′ 53,6″ O). In der „Charles Beltjenslaan“ auf dem Kollenberg steigt Kees als Anhalterin aus dem Tanklaster (50° 59′ 16,7″ N, 5° 52′ 6,6″ O). Die Hochzeit von Ma Flodder wurde im „Raadhuis de Paauw“, Raadhuislaan 22 in Wassenaar, gedreht, das heute als Feuerwehrmuseum genutzt wird. (52° 8′ 8,9″ N, 4° 23′ 55,8″ O).

## Kritik
„Zweite Fortsetzung eines niederländischen Erfolgsfilms, die nicht mehr als dummen Klamauk vorzuweisen hat und deren Bürgerschreck-Attitüde sich in Leerlauf erschöpft. Nur im Finale flackert noch anarchischer Witz auf.“